# Ilyushin Il-8
Ilyushin Il-8 là một loại máy bay cường kích của Liên Xô, do Ilyushin phát triển thay thế cho loại Ilyushin Il-2.

## Tính năng kỹ chiến thuật (Il-8)
Dữ liệu lấy từ 
Đặc điểm tổng quát
- Kíp lái: 2
- Chiều dài: 12.9 m (42 ft 4 in)
- Sải cánh: 14.6 m (47 ft 11 in)
- Diện tích cánh: 39 m2 (420 ft2)
- Trọng lượng rỗng: 4.910 kg (10.825 lb)
- Trọng lượng có tải: 7.660 kg (16.887 lb)
- Powerplant: 1 × Mikulin AM-42, 1492 kW (2000 hp)

Hiệu suất bay
- Vận tốc cực đại: 472 km/h (294 mph)
- Tầm bay: 980 km (611 dặm)
- Trần bay: 6.400 m (21.000 ft)

Vũ khí trang bị
- 2 × pháo 23 mm VYa
- 2 × súng máy ShKAS 7,62 mm
- 1 × súng máy UBK 12,7 mm
- Lên tới 800 kg (1760 lb) bom